# شکسته، ضرب‌خورده و زخمی
شکسته، ضرب خورده و زخمی (به انگلیسی: Broken, Beat & Scarred) ششمین تک‌آهنگ از آلبوم آهنربای مرگ گروه هوی متال متالیکا می‌باشد.
جیمز هتفیلد خواننده و گیتارنواز گروه زیاد با این عنوان طولانی برای این آهنگ موافق نبود ولی لارس اولریک اصرار داشت که این آهنگ شکسته، ضرب خورده و زخمی نامیده شود.

## پدیدآورندگان

### گروه
- جیمز هتفیلد – آواز، ریتم گیتار
- کرک همت – لید گیتار، هم‌آواز
- رابرت تروهیو – بیس، هم‌آواز
- لارس اولریک – درامز، پرکاشن